# Gran Premio di Francia 1959
Il Gran Premio di Francia 1959 fu la quarta gara della stagione 1959 del Campionato mondiale di Formula 1, disputata il 5 luglio sul Circuito di Reims.
La corsa vide la vittoria di Tony Brooks su Ferrari, seguito dal compagno di squadra Phil Hill e dall'australiano Jack Brabham su Cooper-Climax.

## Qualifiche
| Pos                     | N° | Pilota                  | Auto                | Squadra                    | Tempo  | Distacco |
| ----------------------- | -- | ----------------------- | ------------------- | -------------------------- | ------ | -------- |
| 1                       | 24 | Tony Brooks             | Ferrari 246 F1      | Scuderia Ferrari           | 2:19.4 | -        |
| 2                       | 8  | Jack Brabham            | Cooper T51-Climax   | Cooper Car Company         | 2:19.7 | +0.3     |
| 3                       | 26 | Phil Hill               | Ferrari 246 F1      | Scuderia Ferrari           | 2:19.8 | +0.4     |
| 4                       | 2  | Stirling Moss           | BRM P25             | British Racing Partnership | 2:19.9 | +0.5     |
| 5                       | 30 | Jean Behra              | Ferrari 246 F1      | Scuderia Ferrari           | 2:20.2 | +0.8     |
| 6                       | 4  | Jo Bonnier              | BRM P25             | Owen Racing Organisation   | 2:20.6 | +1.2     |
| 7                       | 10 | Masten Gregory          | Cooper T51-Climax   | Cooper Car Company         | 2:20.8 | +1.4     |
| 8                       | 14 | Maurice Trintignant     | Cooper T51-Climax   | RRC Walker Racing Team     | 2:21.3 | +1.9     |
| 9                       | 6  | Harry Schell            | BRM P25             | Owen Racing Organisation   | 2:21.5 | +2.1     |
| 10                      | 12 | Bruce McLaren           | Cooper T51-Climax   | Cooper Car Company         | 2:21.6 | +2.2     |
| 11                      | 22 | Olivier Gendebien       | Ferrari 246 F1      | Scuderia Ferrari           | 2:21.7 | +2.3     |
| 12                      | 28 | Dan Gurney              | Ferrari 246 F1      | Scuderia Ferrari           | 2:21.9 | +2.5     |
| 13                      | 44 | Ron Flockhart           | BRM P25             | Owen Racing Organisation   | 2:23.4 | +4.0     |
| 14                      | 32 | Graham Hill             | Lotus 16-Climax     | Team Lotus                 | 2:23.7 | +4.3     |
| 15                      | 34 | Innes Ireland           | Lotus 16-Climax     | Team Lotus                 | 2:24.2 | +4.8     |
| 16                      | 16 | Roy Salvadori           | Cooper T45-Maserati | High Efficiency Motors     | 2:26.4 | +7.0     |
| 17                      | 20 | Colin Davis             | Cooper T51-Maserati | Scuderia Centro Sud        | 2:32.3 | +12.9    |
| 18                      | 38 | Fritz d'Orey            | Maserati 250F       | Scuderia Centro Sud        | 2:34.0 | +14.6    |
| 19                      | 18 | Ian Burgess             | Cooper T51-Maserati | Scuderia Centro Sud        | 2:35.2 | +15.8    |
| 20                      | 42 | Carel Godin de Beaufort | Maserati 250F       | Scuderia Ugolini           | 2:35.4 | +16.0    |
| 21                      | 40 | Giorgio Scarlatti       | Maserati 250F       | Scuderia Ugolini           | 2:35.6 | +16.2    |
| Vetture non qualificate |    |                         |                     |                            |        |          |
| NQ                      | 36 | Asdrúbal Fontes Bayardo | Maserati 250F       | Scuderia Centro Sud        | -      | -        |

## Gara
| Pos | N° | Pilota                  | Costruttore         | Giri | Tempo/Causa Ritiro | Pos partenza | Punti |
| --- | -- | ----------------------- | ------------------- | ---- | ------------------ | ------------ | ----- |
| 1   | 24 | Tony Brooks             | Ferrari 246 F1      | 50   | 2:01:26.5          | 1            | 8     |
| 2   | 26 | Phil Hill               | Ferrari 246 F1      | 50   | + 27.5             | 3            | 6     |
| 3   | 8  | Jack Brabham            | Cooper T51-Climax   | 50   | + 1:37.7           | 2            | 4     |
| 4   | 22 | Olivier Gendebien       | Ferrari 246 F1      | 50   | + 1:47.5           | 11           | 3     |
| 5   | 12 | Bruce McLaren           | Cooper T51-Climax   | 50   | + 1:47.7           | 10           | 2     |
| 6   | 44 | Ron Flockhart           | BRM P25             | 50   | + 2:05.7           | 13           |       |
| 7   | 6  | Harry Schell            | BRM P25             | 47   | + 3 Giri           | 9            |       |
| 8   | 40 | Giorgio Scarlatti       | Maserati 250F       | 41   | + 9 Giri           | 21           |       |
| 9   | 42 | Carel Godin de Beaufort | Maserati 250F       | 40   | + 10 Giri          | 20           |       |
| 10  | 38 | Fritz d'Orey            | Maserati 250F       | 40   | + 10 Giri          | 18           |       |
| 11  | 14 | Maurice Trintignant     | Cooper T51-Climax   | 36   | + 14 Giri          | 8            |       |
| SQ  | 2  | Stirling Moss           | BRM P25             | 42   | Squalificato       | 4            | 1     |
| Rit | 30 | Jean Behra              | Ferrari 246 F1      | 31   | Motore             | 5            |       |
| Rit | 16 | Roy Salvadori           | Cooper T45-Maserati | 20   | Motore             | 16           |       |
| Rit | 28 | Dan Gurney              | Ferrari 246 F1      | 19   | Radiatore          | 12           |       |
| Rit | 34 | Innes Ireland           | Lotus 16-Climax     | 14   | Ruota              | 15           |       |
| Rit | 18 | Ian Burgess             | Cooper T51-Maserati | 13   | Motore             | 19           |       |
| Rit | 10 | Masten Gregory          | Cooper T51-Climax   | 8    | Problemi fisici    | 7            |       |
| Rit | 32 | Graham Hill             | Lotus 16-Climax     | 7    | Radiatore          | 14           |       |
| Rit | 20 | Colin Davis             | Cooper T51-Maserati | 7    | Perdita olio       | 17           |       |
| Rit | 4  | Jo Bonnier              | BRM P25             | 6    | Motore             | 6            |       |

## Statistiche

### Piloti
- 5ª vittoria per Tony Brooks
- 50º Gran Premio per Harry Schell
- 1º Gran Premio per Colin Davis, Fritz d'Orey e Dan Gurney
- 1° e unico Gran Premio per Asdrúbal Fontes Bayardo
- Ultimo Gran Premio per Jean Behra

### Costruttori
- 28° vittoria per la Ferrari
- 30ª pole position per la Ferrari
- 100° podio per la Ferrari
- 1º giro più veloce per la BRM

### Motori
- 28ª vittoria per il motore Ferrari
- 30° pole position per il motore Ferrari
- 10° podio per il motore Climax
- 100° podio per il motore Ferrari
- 1º giro più veloce per il motore BRM

### Giri al comando
- Tony Brooks (1-50)

## Classifiche Mondiali

### Piloti
| Pos | Pilota              | Punti |
| --- | ------------------- | ----- |
| 1   | Jack Brabham        | 19    |
| 2   | Tony Brooks         | 14    |
| 3   | Phil Hill           | 9     |
| 4   | Rodger Ward         | 8     |
|     | Jo Bonnier          | 8     |
| 6   | Jim Rathmann        | 6     |
| 7   | Johnny Thomson      | 5     |
| 8   | Maurice Trintignant | 4     |
|     | Masten Gregory      | 4     |
|     | Bruce McLaren       | 4     |
| 11  | Tony Bettenhausen   | 3     |
|     | Innes Ireland       | 3     |
|     | Olivier Gendebien   | 3     |
| 14  | Jean Behra          | 2     |
|     | Paul Goldsmith      | 2     |
|     | Stirling Moss       | 2     |

### Costruttori
| Pos | Team          | Punti |
| --- | ------------- | ----- |
| 1   | Cooper-Climax | 18    |
| 2   | Ferrari       | 16    |
| 3   | BRM           | 8     |
| 4   | Lotus-Climax  | 3     |